# 烏賊川市シリーズ
『烏賊川市シリーズ』（いかがわしシリーズ）は、光文社から刊行されている東川篤哉のミステリ小説シリーズ。
2014年に、7作目の『私の嫌いな探偵』（わたしのきらいなたんてい）のタイトルでテレビドラマ化された。

## 概要
架空の地方都市（「千葉の東・神奈川の西」と『密室の鍵貸します』にある）である烏賊川市を舞台に繰り広げられる本格ユーモア・ミステリー。作風としてギャグが多いこと、野球に関連する話題(話によっては野球を知らないとちんぷんかんぷんなものも多い)や外国産高級車に関する記述が多いことが挙げられる（これはほかの東川作品にも当てはまるが）。ユーモラスな会話のなかに伏線が張り巡らされており、物理トリックよりはプロットと叙述の見せ方によって効果的な結末を演出することが多い。この東川の作風については、有栖川有栖が『密室の鍵貸します』の推薦文で「思わず含み笑いをしてしまうような楽しい小説でもあるのだが…その面白さも実は〈罠〉かもしれないのだ」と評している。
また、西澤保彦の「匠千暁シリーズ」などとおなじように、作品ごとに探偵役が変わるのも特徴である。おおむね、複数の人物がいくつかの推理パートを担当して、それを収斂させることで最終的な結末に向かっていく。主な探偵役は烏賊川市警察の砂川警部と、私立探偵の鵜飼杜夫のふたり。

## シリーズ一覧
- 密室の鍵貸します
  - 新書：2002年4月 光文社カッパ・ノベルス ISBN 978-4334074678
  - 文庫：2006年2月 光文社文庫 ISBN 978-4334740207
- 密室に向かって撃て!
  - 新書：2002年10月 光文社カッパ・ノベルス ISBN 978-4334074906
  - 文庫：2007年6月 光文社文庫 ISBN 978-4334742706
- 完全犯罪に猫は何匹必要か？
  - 新書：2003年8月 光文社カッパ・ノベルス ISBN 978-4334075347
  - 文庫：2008年2月 光文社文庫 ISBN 978-4334743802
- 交換殺人には向かない夜
  - 新書：2005年9月 光文社カッパ・ノベルス ISBN 978-4334076207
  - 文庫：2010年2月 光文社文庫 ISBN 978-4334748449
- ここに死体を捨てないでください!
  - 単行本：2009年8月 光文社 ISBN 978-4334926762
  - 文庫：2012年9月 光文社文庫 ISBN 978-4334764708
- はやく名探偵になりたい
  - 単行本：2011年9月 光文社 ISBN 978-4334927776
  - 文庫：2014年1月 光文社文庫 ISBN 978-4-334-76676-4
    - 収録作品：藤枝邸の完全なる密室 / 時速四十キロの密室 / 七つのビールケースの問題 / 雀の森の異常な夜 / 宝石泥棒と母の悲しみ
- 私の嫌いな探偵
  - 単行本：2013年3月 光文社 ISBN 978-4334928759
  - 文庫：2015年12月 光文社文庫 ISBN 978-4-334-77207-9
    - 収録作品：死に至る全力疾走の謎 / 探偵が撮ってしまった画 / 烏賊神家の一族の殺人 / 死者は溜め息を漏らさない / 204号室は燃えているか？
- 探偵さえいなければ
  - 単行本：2017年6月 光文社 ISBN 978-4-334-91170-6
  - 文庫：2020年1月 光文社文庫 ISBN 978-4-334-77958-0
    - 収録作品：倉持和哉の二つのアリバイ / ゆるキャラはなぜ殺される / 博士とロボットの不在証明 / とある密室の始まりと終わり / 被害者とよく似た男
- スクイッド荘の殺人
  - 単行本：2022年4月 光文社 ISBN 978-4-334-91459-2

## 登場人物
鵜飼杜夫（うかい もりお）
烏賊川市で「Welcome trouble!」と看板を出した私立探偵事務所を営む、痩せた目立たない風貌の男。しかし、見方や格好によってはカッコよくも中年親父とも切れ者とも凡人とも取れる、変幻自在で探偵に向いた容姿。その風貌とは裏腹に、口はたいへんに軽く粗忽で無神経で図々しいだけが取り柄と評されている。無神経な言動でひとを軽口でからかうのが無自覚な趣味となっている。
特技は即興変装と声帯模写。特に猫の鳴きまねが得意で、自らを「江戸家バケ猫」と称する（朱美らが言うに人間をやめているレベル）。ミステリーは大概のものを読破しており、それが事件解決のヒントになったりする。流平の姉と離婚歴があるが、それについては詳しく明かされていない。
金を積まれても地味な内容の仕事はしたがらない、ようは依頼を選り好みする質である。また金銭感覚にも乏しいため、私立探偵としてはまったく儲かっていない。12か月連続家賃滞納の記録を達成している（「高橋慶彦の三十三試合連続安打が霞んでみえるほどの不滅の金字塔」と『完全犯罪に猫は何匹必要か？』にある）わりに、車はルノー・ルーテシアを乗り回している（曰く手ごろな値段とのこと）。この家賃滞納は事件解決によって目減りするが、結局はリバウンドしてしまう。
探偵役としては有能で、『密室に向かって撃て！』では名探偵役となり、他作品でも事件解決に重要な役割を果たしている。まじめに仕事をしている素振りはあまり見せないが、探偵ということに矜持を持っており、カッコつけたがる。『交換殺人に向かない夜』以降一部地域で（猪鹿村・盆蔵山周辺限定だが）名探偵として有名人になる。朱美が男をナンパしていると誤解したとき平静をなくして妨害するなどしている。
『交換殺人には向かない夜』では崖から朱美と落ちて助かったり、『はやく名探偵になりたい』で階段を数十段落ち、車にはねられて生きながらえたり、かなりの生命力をもつ。(地の文ではスタントマンと称される)
戸村流平（とむら りゅうへい）
ホームシアターでの殺人事件に巻き込まれたところを元義兄の鵜飼に頼って助けられ、以降弟子として事務所で働いている青年。タイガースファン。探偵サイドでは主に彼の視点で語られる。単純かつ短気であり激怒、もしくは泥酔すると癇癪を起して所構わず罵詈雑言を放ち大暴れをする悪癖を持つ。記憶力にも乏しく1週間前のこともすぐ忘れる。泥酔時のこともまたしかり。一方で推理力はそこそこあり、『密室に向かって撃て！』では鵜飼とは違ったルートで犯人に辿りついている。
鵜飼を名探偵として尊敬している数少ない人物の一人だが鵜飼の普段の態度もあって反抗もする（朱美曰く師弟の信頼関係は存在しない）。しかしなにかと気が合うことも多く、「探偵なら外車に乗る」というのを真に受け購入を目指している。事件後、烏賊川市立大学映画学科を中退しているが、事件前後の悪い噂が変転していき、なぜか爆弾を造って革命を目論んでいると噂されている。元映画学科ということもあり、物事をよく映画のワンシーンに例え、鵜飼探偵事務所のキャッチコピーは彼が考えた。殺人事件に巻き込まれたり死体発見者になったりとなにかと損なたちまわりである。。
探偵の仕事（特に潜入調査などカッコイイ内容のもの）を気に入っているが、依頼が少ないため普段はアルバイトの掛け持ちをしている。探偵の仕事を貶め、矮小化する言動（カッコイイ言い回しを単純化してカッコ悪くしたり、家賃のために仕事に精を出す…など）をしては鵜飼に捻り上げられている。
第1作の『密室の鍵貸します』で、流平の就職先で揉めて別れた彼女がいるが、現在は酒の勢いで酔った勢いで口説いたことがきっかけ（しかし、本人はその時のことを忘れている）で、十乗寺さくらに好意を抱かれ、相思相愛の関係になっている。とはいえ、その後も別の女性に好意を向けられた（と勘違いした）際にその気になっているなど、本人の自覚は薄い。
二宮朱美（にのみや あけみ）
鵜飼杜夫の探偵事務所がある「黎明ビル」の管理人をしている妙齢の美女。20代半ば。第1作では数行程度しか登場しない通行人レベル（黎明ビルのオーナーであることも語られない）の扱いだが、第2作で突如レギュラー化。その後も短編では登場しないものも多く、「はやく名探偵になりたい」には全編登場しないが、逆に『探偵さえいなければ』では鵜飼抜きで単独主演するエピソードもある。流平がいない場合は彼女の視点で探偵サイドが語られることが多い。本人曰く大金持ちのお嬢様（120万円をはした金というあたりかなりの資産家と思われる）で、黎明ビルのほか親から譲り受けたいくつかの不動産の管理をしている。以前は別の場所に居を構えていたが、『密室に向かって撃て』にて鵜飼が家賃を長期滞納していることに業を煮やし、鵜飼探偵事務所のすぐ上の階に越してきた。
初対面こそ物腰は丁寧だが、ある程度気心が知れると遠慮なく歯に衣着せぬ物言いをし、怒った際に繰り出される鉄拳は相手を気絶させたこともある。所有車はベンツ（ただし野ざらし）。鵜飼の無神経な軽口の第一の被害者であり、家賃滞納にいつも頭を悩ませており、仕事を選ぶ彼に滞納を盾に発破をかける。また、大家であることをいいことに度々事務所に遊びに行って寛いでいるので依頼の請け負う際に助手や弟子、経理担当と偽ることが多く、そのまま仕事を手伝うこともしばしば。しかし、鵜飼の探偵としての功績をしばしば目の当たりにしており、彼を名探偵と思っている数少ない人物の一人。
家事は不得意。鵜飼とは何だかんだで気遣ったり、また鵜飼に女性の影があったら尾行するなどしている。
砂川警部（すながわ けいぶ）
烏賊川市署の敏腕警部。ヒラ刑事時代は安易な理論に飛びついたこともある。特技はクラゲの天気予報。刑事としての腕は確かで、鵜飼とは別路線から捜査をし、時に共闘して事件を解決する。しかし、短気で事情聴取を雑談と称したり、張り込み中に居眠りしたり、職務中に飲酒を目論むなど警察にあるまじきことをする。いわく、優秀ではあるがやる気に欠ける人物。拳銃の扱いは上手くない。熟考の際はメモに走り書きをする癖がある（ちなみにかなりの悪筆）。殺人事件がある度に鵜飼らがいることにうんざりしている。更に、他人とは異なるペースで動く性格は鵜飼と同様のために相性が悪く、志木からどっちもどっちと評されたことがある。鵜飼同様それなりにミステリー作品を読破している。
志木刑事（しき けいじ）
砂川警部の部下で彼とコンビを組む刑事。警察サイドの捜査は主に彼の視点で語られる。砂川のサポート、暴走の抑止、後押しを担当している。安定した職を求めて警察になった、いわばサラリーマン刑事であり、砂川の足を引っ張ったり、捜査情報を漏らしたり、旧ミステリー小説レベルの推理力と、刑事としては未熟。ただし、格好良く逮捕状を突きつけたい、拳銃を撃ちたいなどといった意欲は持っている。よく鵜飼の無神経な軽口に晒されたり、砂川にどやされている。流平と同じく、砂川ら周りの人間に振り回されてとばっちりを受けることが多い損な役回りが多い。一見凡庸でまともそうな人物であるが、元暴走族であり、ハンドルを握ると人格が変わる。署内ではパトカーの運転させると最も危険な人物と称されている。『密室に向かって撃て！』では救急車とカーチェイスを起こしている。また拳銃に対しても最初はおっかなびっくりだが、いざ手に取って構えると人を撃ちたくなる衝動に駆られる悪癖も持ち合わす（ただし拳銃の腕はからっきし）。
十乗寺十三（じゅうじょうじ じゅうぞう）
十乗寺食品会長。屋敷で起こった銃乱射事件を鵜飼に解決してもらい（『密室に向かって撃て』）、以来彼を名探偵として高く評価している数少ない人物の一人。上流階級の知り合いが多く登場以降、彼の紹介によって依頼人が鵜飼に仕事を持ち込むことが多い。年の割りに好色漢で気に入った女性を見つけるとデート感覚で愛人に誘う。孫娘のさくらを溺愛しており、最近彼女に惚れた男ができた（相手が流平だとは知らない）と知り、やきもきしている。自分に言いにくい名前を付けた両親のネーミングセンスを恨んでいる。
十乗寺さくら（じゅうじょうじ さくら）
十乗寺食品会長、十乗寺十三の愛孫娘。20歳。おっとりした清楚な美女。流平とは交際していないものの、相思相愛の関係にある。見た目からは想像できないが感情が昂る（喜怒恥など）と手元にある重量のある物（辞書や旅行かばんなど）を振り回して、手近な人間を殴打する凶暴な一面がある。また、時には徐に外へ飛び出し大声で叫んだりする。料理はあまり達者でない。
吉岡沙耶香（よしおか さやか）
烏賊川市の元新興住宅街、夢見台に店を構える丸吉酒店の娘。鵜飼の見立てでは高校生ぐらい。ノンアルコールビールを通常のビールと誤認し、飲酒運転をさせないために全力で体当たりをかますなど、やや直情的な性格。イカをモチーフにしたゆるキャラ「剣先マイカ」の演者でもあり、着ぐるみを着ると名探偵並みに推理が冴えわたる。

## テレビドラマ
烏賊川市シリーズ7作目『私の嫌いな探偵』のタイトルで、2014年1月17日から3月7日まで毎週金曜日23時15分 - 翌0時15分に、テレビ朝日系の「金曜ナイトドラマ」枠で放送された。主演は剛力彩芽。

### キャスト
人物詳細は原作項目を参照。本項では簡単な続柄やドラマ独自の人物設定を記載。

#### 主要人物
二宮朱美（にのみや あけみ）
演 - 剛力彩芽
鵜飼に家賃月額1万円という破格の条件で事務所を貸し出す二宮ビルヂングの大家。ミステリーが大好きな烏賊川市立大学生で女子ミステリー研究会会長。何故か行く先々で顔を鳥類に例えられている。何かと料理を振舞いたがるが、おかしな味付けや食材同士の悪い組み合わせもあってあまり美味しくない。推理力はあるが金にうるさい鵜飼を「最低」と言いつつも、家賃値上げや依頼料の嵩増などを楯に鵜飼を強引に働かせ、自身も事件現場に赴く。鵜飼の推理には「すべてお見通し」という素振りで乗っかり、相槌を打ちながら聞いている。自身の推理は頓珍漢なものが多いが、鵜飼らが見抜いてないことを知っていたり、仮に知らなくても、気づいて言い当てたりしている。しかし犯行動機などは正確に言い当てる。俊足且つ一撃必殺の足技を持つ。決め台詞は「この事件わかりた！」。
鵜飼杜夫（うかい もりお）
演 - 玉木宏
金持ち相手の迷い犬猫探しや浮気調査などを専門とする「鵜飼探偵事務所」所長兼探偵。探偵としての仕事に矜持を持ち、謎解きには興味はあるが、金にならないことに関しては無関心。犯行動機など事件の背景には一切興味がなく、基本的に殺人事件に関わりたくないと思っている。しばしば的外れな推理を自信満々に言って恥をかくことも。事務所の家賃が破格の月額1万円に釣られて二宮ビルヂングに引っ越した。ホームレスの情報屋を抱えており、千円札で情報提供を求める。決め台詞は『この事件、見えた！』。
戸村流平（とむら りゅうへい）
演 - 白石隼也
殺人事件に巻き込まれ、鵜飼に助けを求める映画好きな大学生。原作通り単純かつ直情的で後先考えずに行動してしまう。理想の女性は『釣りバカ日誌』の浜崎みち子。事件を解決し、自分の無実を証明してくれた鵜飼に惚れ込み弟子入りする。素直すぎる性格で朱美の料理を食べては、よくお腹を壊している。

#### 烏賊川警察署
砂川五郎（すながわ ごろう）
演 - 渡辺いっけい
警部。恐妻家でかつ子煩悩なため事件より家庭の事情を優先し事件を早期解決して早く家に帰るために、よく鵜飼に捜査協力を依頼する。朱美を気に入っており、"あけみん"と呼んでいる。
三木薫（みき かおる）
演 - 安田美沙子
刑事。砂川の部下。鵜飼に対して冷ややかな対応をとりつつも、彼についてまわる朱美に苦言を呈し、鵜飼の女性論に聞き耳を立てるなど気のあるような素振りを見せる。

#### 烏賊川市立大学ミステリー研究会
聡美（さとみ）
演 - 内藤理沙
もえ
演 - 鹿沼憂妃

#### その他
金蔵
演 - 片桐仁（第2話 - ）
鵜飼と取引する情報屋。ホームレス。事件に関する情報のほか雑学をいろいろ知っている。1回の情報提供料は千円。朱美が万札を渡すようになって外食が増えている。
サスペンスの帝王
演 - 船越英一郎
ミステリー研究会部室に置かれている等身大パネル。窮地に陥った朱美やミステリー研究会部員の妄想に現れる。（最終話）
謎の美女
演 - 山村紅葉
鵜飼が事件の核心に迫ろうとしたとき、その推理中のイメージに現れる。鵜飼自身もどこの誰なのか、なぜ現れるのかわかっていない。

#### ゲスト
複数話・単話登場の場合は演者名の横の括弧（）内に表記。

##### 第1話「密室の鍵貸します」、第2話「密室の鍵貸します 解決編」
- 茂呂耕作（戸村の先輩） - 浅利陽介
- 紺野由紀（戸村の元彼女） - 佐野ひなこ
- 石川（盗撮犯・プロヴァンス烏賊川の住人） - 栗原類
- 小森（招待客） - 相島一之（第1話）
- 木下よしみ（由紀の友達） - 伊藤麻実子（第2話）
- 宅ちゃん（宅配便の男） - 菅谷哲也（第2話）
- ホームレス - 下條アトム
- 招待客 - 中島ひろ子（第1話）
- その他 - 田中卓志、山根良顕（アンガールズ）、不破万作（第2話）、前田龍輝（現芸名：龍輝）（第2話）　

##### 第3話「烏賊神家の一族の殺人」
- 烏賊神権造（烏賊神神社宮司） - 六平直政
- 烏賊神花江（権造の妻） - 大塚良重
- 烏賊神真墨（長男） - 渡辺邦斗
- 烏賊神伽墨（長女） - 上野なつひ
- 烏賊神墨麗（次女） - 朝倉えりか
- 滝沢美穂（烏賊神神社巫女） - 尾高杏奈
- 梶本伊沙子（真墨の彼女・クラブホステス） - 梅舟惟永
- 剣先舞香（スーツアクター） - 野呂佳代
- いかんガー（烏賊神市公認キャラクター）
- 依頼人 - 山本圭祐

##### 第4話「死に至る全力疾走の謎」
- 高島美香（女子ミステリー研究会新入部員） - 岩田さゆり
- 中原圭介（烏賊川市予備校講師） - 小松和重
- 倉沢敦夫（美容師） - 森本亮治

##### 第5話「消えた赤いドレスの女」
- 千葉文香（千昭の交際相手） - 村川絵梨
- 水原沙希（BARの客） - 松本若菜
- 辰巳千昭（イカしたBARバーテンダー） - 三浦涼介
- 不細工カップル - 今野浩喜（キングオブコメディ）、信江勇

##### 第6話「七つのビールケースの問題」
- 丸島紗耶香（丸島酒店の娘） - 市川由衣
- 藤原源治（夢見台不動産経営者） - 酒井敏也
- 藤原英輔（源治の息子） - 酒井貴浩
- 田所誠太郎（資産家・夢見台地区住人） - 山谷初男
- 木戸慶助（窓ガラス損壊被害者） - 森下哲夫

##### 第7話「完全犯罪に猫は何匹必要か?」
- 豪徳寺豊蔵（回転寿司チェーン店経営者。豪徳寺家の入婿） - 山田明郷
- 豪徳寺昌代（豊蔵の妻） - 田島令子
- 豪徳寺真一（豪徳寺家長男。豊蔵の連れ子） - 柿澤勇人
- 豪徳寺真紀（豪徳寺家長女） - 小野真弓
- 豪徳寺美喜夫（豪徳寺家次男） - 山根和馬
- 矢島達也（洋一郎の息子・矢島医院院長） - 尾関伸嗣（少年期：馬渕誉）
- 矢島洋一郎（矢島医院前院長・豊蔵の友人） - 岡雅史
- 矢島弓子（洋一郎の妻） - 林亜紀子
- 岩村（真一の知り合い） - 川島潤哉

##### 最終話「朱美が撮ってしまった画」
- 水沢優子（晋作の妻） - 井上和香
- 水沢晋作（市議会議員） - 中村繁之
- 大崎茜（晋作の愛人） - 中村静香
- 青山浩太（烏賊川建設社員） - 丸山智己
- 森千恵子（烏賊川建設社員） - 今野麻美
- 佐々木敬三（烏賊川建設社長） - 小田桐一

### スタッフ
- 原作 - 東川篤哉『烏賊川市シリーズ』（光文社文庫 / 光文社刊）
- 脚本 - 福田雄一、林誠人
- 音楽 - MAYUKO、得田真裕
- 主題歌 - 剛力彩芽「あなたの100の嫌いなところ」（gr8!records）
- 音楽プロデュース - 志田博英
- 劇中イラスト - 五月女ケイ子
- アクションコーディネーター - 大道寺俊典
- 振り付け - あさづきかなみ
- 企画協力 - 古賀誠一
- AP - 西原宗実、神通勉
- 助監督 - 大塚徹
- プロデューサー - 大江達樹、池田邦晃（テレビ朝日） / 布施等（MMJ）
- 監督 - 塚本連平、片山修、木村ひさし
- ゼネラルプロデューサー - 内山聖子（テレビ朝日）
- 制作 - テレビ朝日、MMJ

### 放送日程
| 各話                                                          | 放送日  | サブタイトル              | ラテ欄                                                                        | 原作                          | 脚本            | 演出       | 視聴率 |
| ------------------------------------------------------------- | ------- | ------------------------- | ----------------------------------------------------------------------------- | ----------------------------- | --------------- | ---------- | ------ |
| 第1話                                                         | 1月17日 | 密室の鍵貸します          | 迷!?コンビ今夜誕生大家×探偵が挑む完全密室トリック!! この謎解けたら家賃1万!?   | 『密室の鍵貸します』          | 福田雄一        | 塚本連平   | 10.0%  |
| 第2話                                                         | 1月24日 | 密室の鍵貸します 解決編   | 謎解きは崖の上で!? 密室&美女転落…2つの同時殺人トリック!! 今夜ついに解決!!     | 『密室の鍵貸します』          | 福田雄一        | 塚本連平   | 07.0%  |
| 第3話                                                         | 1月31日 | 烏賊神家の一族の殺人      | 巨大イカは見たっ! イカ神家の一族の殺人誰かが嘘をついている死体消失のトリック  | 『烏賊神家の一族の殺人』      | 福田雄一        | 片山修     | 08.5%  |
| 第4話                                                         | 2月07日 | 死に至る全力疾走の謎      | UFO操る女子大生 死に至る全力疾走の謎 ミステリーサークルに描かれた密室の鍵!?   | 『死に至る全力疾走の謎』      | 林誠人 福田雄一 | 片山修     | 06.7%  |
| 第5話                                                         | 2月14日 | 消えた赤いドレスの女      | ラブ中に燃えた男!? 消えた赤いドレスの女 イケメンバーテンダー2股殺人のトリック | 『204号室は燃えているか?』    | 福田雄一        | 木村ひさし | 05.5%  |
| 第6話                                                         | 2月21日 | 七つのビールケースの問題  | 犬探しで100万円!! 雪の夜に消えた金持ちと7つのビールケース 恋に落ちた迷探偵!?  | 『七つのビールケースの問題』  | 福田雄一        | 塚本連平   | 04.4%  |
| 第7話                                                         | 2月28日 | 完全犯罪に猫は何匹必要か? | “猫”が繋ぐビニールハウスの連続殺人!? 解けない謎はない!!                       | 『完全犯罪に猫は何匹必要か?』 | 福田雄一        | 塚本連平   | 05.7%  |
| 最終話                                                        | 3月07日 | 朱美が撮ってしまった画    | さらば、迷コンビ―雪に倒れた大家を救え 帝王、ついに登場!!                      | 『探偵が撮ってしまった画』    | 福田雄一        | 塚本連平   | 06.9%  |
| 平均視聴率 6.8%（視聴率はビデオリサーチ調べ、関東地区・世帯） |         |                           |                                                                               |                               |                 |            |        |

| テレビ朝日 金曜ナイトドラマ                        | テレビ朝日 金曜ナイトドラマ               | テレビ朝日 金曜ナイトドラマ          |
| 前番組                                             | 番組名                                    | 次番組                               |
| -------------------------------------------------- | ----------------------------------------- | ------------------------------------ |
| 都市伝説の女 (Part2) （2013年10月11日 - 11月22日） | 私の嫌いな探偵 （2014年1月17日 - 3月7日） | 死神くん （2014年4月18日 - 6月20日） |